# Яловица
Яловица (бел. Яло́віца, транслит.: Jalovica) — деревня в Смолевичском районе Минской области Беларуси. Входит в состав Жодинского сельсовета.

## Географическое положение
Расположена в 3,5 км на северо-востоке от Жодино, в 14 км на западе от Смолевичей, в 52 км от Минска, в 1,5 км на севере от железнодорожной станции Барсуки.

## Население
- 1909 — 52 жителя[3]
- 1999 — 55 жителей
- 2009 — 53 жителя[3]
- 2019 — 51 житель

## Климат
Климат здесь умеренный, с теплым летом и мягкой зимой. Средняя температура января минус 6,8 °С, июля плюс 17,5 °С. Зимой дуют южные ветры, а летом восточные и северо-восточные. Средняя скорость ветра 3 м/с. Годовое количество осадков 550-650 мм.